# All U Need Is Zouk
Albums de Kassav'
Ktoz
(2004) 30 ans : Live au Stade de France
(2009)
All U-Need Is Zouk est le quinzième album du groupe antillais Kassav' sorti en 2007.

## Pistes
1. Doubout Pikan
2. Nou Pa Bizwen
3. Fo Pa Fann
4. Wa Wè'y
5. Jwé Bo Difé
6. Pa Té Pou Viré
7. La'w Vlé
8. Mwen Lé Séré'w
9. Pa Kriyé Mwen
10. Bodé Apiyé
11. Mennen Fanm-O
12. Vini Mwen Di'w
13. Zouk Party
14. Pli Bel Flé

## Musiciens
- Chant lead : Jocelyne Béroard et Jean-Philippe Marthély
- Guitares/Chant : Jacob Desvarieux
- Claviers/Chant : Jean-Claude Naimro
- Guitare basse : Georges Décimus
- Guitares : Christian Louiset
- Claviers : Philippe Joseph et Ronald Tulle
- Batterie : Jean Philippe Fanfant, José Zébina et Claude Vamur
- Percussions : Patrick Saint-Elie
- Saxophones ténor et baryton : Claude Pironneau
- Trompettes : Fabrice Adam et Freddy Hovsepian
- Trombone : Hamid Belhocine
- Saxophone soprano : Luther François
- Chœurs : Suzy Trébeau, Cindy Marthély et Kakann L'Ange
- Chant invité : Marie Josée Gibon et Madniss